# Cathédrale du Saint-Esprit de Kpalimé
Cette  cathédrale n’est pas la seule cathédrale du Saint-Esprit.
La cathédrale du Saint-Esprit est une cathédrale catholique située à Kpalimé, au Togo. Elle est le siège du diocèse de Kpalimé.

## Historique
La première pierre de l'actuelle cathédrale, posée le 1er mai 1913 par le père Nicolas Schöni, alors préfet apostolique du Togo, fut bénie le 20 décembre 1914 par le père Anton Witte, vicaire apostolique du Togo. Les travaux de restauration se sont déroulés du 21 août jusqu'au 21 novembre 2003 sous la supervision de l'Organisation de la Charité pour un Développement Intégral, section locale de Caritas Internationalis. 
Sa consécration comme cathédrale a été conduite par Mgr Benoît Alowonou, évêque de Kpalimé, le 21 décembre 2003 et a été financée par différents organismes : l'archidiocèse de Cologne, le ministère des affaires étrangères de la République fédérale d'Allemagne, le diocèse de Spire, l'archidiocèse de Munich et Freising, la fondation Aide à l'Église en détresse, la Société Missionnaire Internationale Missio-Munich, les dons des fidèles et le clergé de Kpalimé.